# Henrik Mestad
Henrik Mestad, född 22 juni 1964, är en norsk skådespelare.
Mestad har bland annat medverkat i filmserien Børning. Han har även medverkat i TV-serierna Ingen utan skuld och Knekt.

## Filmografi (i urval)
- 2007 – Borta med kvinnan
- 2007 – Radiopiraterna
- 2008 – Varg Veum – Din till döden
- 2010 – En ganska snäll man
- 2012 – Kompani Orheim
- 2014 – Børning
- 2016 – Børning 2
- 2018 – Vildhäxan
- 2018 – Ingen utan skuld (TV-serie)
- 2020 – Børning 3
- 2023 – Knekt (TV-serie)